# Уэсли, Антуан
Антуан Уэсли (англ. Antoine Wesley; 22 октября 1997, Лас-Вегас, Невада) — профессиональный американский футболист, принимающий. В НФЛ играл в составе клуба «Аризона Кардиналс». На студенческом уровне выступал за команду Техасского технологического университета.

## Биография
Антуан Уэсли родился 22 октября 1997 года в Лас-Вегасе. Там же прошло его детство, позднее семья переехала в район Сан-Антонио. Он окончил старшую школу в городе Сиболо в Техасе, в течение трёх лет выступал в составе её футбольной команды. В 24 матчах за карьеру набрал на приёме 1192 ярда с 15 тачдаунами. На момент выпуска занимал 108-е место в рейтинге молодых принимающих по версии ESPN.

### Любительская карьера
В 2016 году Уэсли поступил в Техасский технологический университет. В том же году он дебютировал в футбольном турнире NCAA и сыграл в четырёх матчах, не отметившись результативными действиями. В сезоне 2017 года он стал одним из игроков ротации и принял участие в тринадцати играх, выходя на поле в нападении и составе специальных команд. Игроком стартового состава «Ред Рэйдерс» Уэсли стал в 2018 году. Он сыграл во всех двенадцати матчах команды и с точки зрения статистики провёл один из лучших сезонов в истории университета. На его счету было 88 приёмов на 1410 ярдов с девятью тачдаунами. В шести играх он набирал не менее 100 ярдов. В матче с Хьюстоном Уэсли побил рекорд университета, набрав на приёме 261 ярд. По итогам сезона его включили в составы сборных звёзд конференции Big 12 и NCAA. В декабре 2018 года он объявил о досрочном завершении карьеры в колледже и выходе на драфт НФЛ.

#### Статистика выступлений в NCAA
| Сезон | Команда           | Игры | Приём | Приём | Приём | Приём | Вынос | Вынос | Вынос | Вынос |
| Сезон | Команда           | Игры | Rec   | Yds   | Y/A   | TD    | Att   | Yds   | Y/A   | TD    |
| ----- | ----------------- | ---- | ----- | ----- | ----- | ----- | ----- | ----- | ----- | ----- |
| 2016  | Техас Тек Рэйдерс | 4    | 0     | 0     | 0,0   | 0     | 0     | 0     | 0,0   | 0     |
| 2017  | Техас Тек Рэйдерс | 13   | 10    | 137   | 13,7  | 0     | 0     | 0     | 0,0   | 0     |
| 2018  | Техас Тек Рэйдерс | 12   | 88    | 1410  | 16,0  | 9     | 1     | -2    | -2,0  | 0     |
| Всего | Всего             | 29   | 98    | 1547  | 15,8  | 9     | 1     | -2    | -2,0  | 0     |

### Профессиональная карьера
На драфте НФЛ 2019 года Уэсли не был выбран ни одним из клубов лиги. В мае он в статусе незадрафтованного свободного агента подписал контракт с «Балтимор Рэйвенс» и на летних сборах команды работал в третьем составе нападения, выделяясь своими габаритами и скоростью. В заявку клуба Уэсли пробиться не сумел и весь сезон 2019 года провёл в тренировочном составе «Рэйвенс». В январе 2020 года клуб подписал с ним фьючерсный контракт. В августе его внесли в список травмированных, из-за повреждения плеча он полностью пропустил сезон 2020 года.
Весной 2021 года Уэсли получил статус свободного агента. В мае он подписал однолетний контракт с «Аризоной», главным тренером которой был работавший с ним в университете Клифф Кингсбери. Осенью он дебютировал в регулярном чемпионате НФЛ. Уэсли принял участие в пятнадцати играх «Кардиналс», сделав 19 приёмов на 208 ярдов с тремя тачдаунами. Следующим летом он хорошо провёл сборы, но в октябре 2022 года получил разрыв квадрицепса и вновь был вынужден полностью пропустить сезон. Весной 2023 года Уэсли получил статус ограниченно свободного агента. «Кардиналс» не сделали ему квалификационного предложения, после чего он покинул клуб.

#### Статистика выступлений в НФЛ

##### Регулярный чемпионат
| Сезон | Команда           | Игры | Приём | Приём | Приём | Приём | Вынос | Вынос | Вынос | Вынос |
| Сезон | Команда           | Игры | Rec   | Yds   | Y/A   | TD    | Att   | Yds   | Y/A   | TD    |
| ----- | ----------------- | ---- | ----- | ----- | ----- | ----- | ----- | ----- | ----- | ----- |
| 2021  | Аризона Кардиналс | 15   | 19    | 208   | 10,9  | 3     | 0     | 0     | 0,0   | 0     |
| Всего | Всего             | 15   | 19    | 208   | 10,9  | 3     | 0     | 0     | 0,0   | 0     |

##### Плей-офф
| Сезон | Команда           | Игры | Приём | Приём | Приём | Приём | Вынос | Вынос | Вынос | Вынос |
| Сезон | Команда           | Игры | Rec   | Yds   | Y/A   | TD    | Att   | Yds   | Y/A   | TD    |
| ----- | ----------------- | ---- | ----- | ----- | ----- | ----- | ----- | ----- | ----- | ----- |
| 2021  | Аризона Кардиналс | 1    | 0     | 0     | 0,0   | 0     | 0     | 0     | 0,0   | 0     |
| Всего | Всего             | 1    | 0     | 0     | 0,0   | 0     | 0     | 0     | 0,0   | 0     |